# 敦昌親王
敦昌親王（あつまさしんのう、生没年不詳）は、平安時代中期の皇族。小一条院敦明親王の王子で、母は最初の妃である藤原延子。
長元2年（1029年）6月7日同母兄敦貞および寛子腹の異母弟妹とともに三条皇孫として親王宣下し、同年8月19日元服したのち、10月20日出家して明行と称し、永円僧正の弟子として三井寺（園城寺）に住した。
永承7年（1052年）12月11日灌頂、一身阿闍梨となった。

## 参考資料
- 『大日本史料』2編902冊
- 栄花物語、日本紀略、小右記、小記目録、本朝皇胤紹運録